# Министър-председател на Словения
Министър-председателят на Словения (на словенски: Predsednik Vlade Republike Slovenije) е главата на изпълнителната власт в Словения.
Гарантира единството на политическото и административното ръководство на правителството. Назначава се от президента на Републиката след одобрение от Народното събрание.
Може да бъде отстранен от длъжност в случай на:
- избор на ново събрание на Народното събрание на Словения;
- вот на недоверие към правителството;
- обвинения за нарушаване на действащото законодателство на Словения.

Преди встъпване в длъжност председателят на правителството полага тържествена клетва пред членовете на кабинета.

## Министър-председателите
| #   | Титуляр         | Мандат      |
| --- | --------------- | ----------- |
| 1.  | Алоиз Петерле   | 1990 – 1992 |
| 2.  | Янез Дърновшек  | 1992 – 2000 |
| 3.  | Андрей Баюк     | 2000 – 2000 |
| 4.  | Янез Дърновшек  | 2000 – 2002 |
| 5.  | Антон Роп       | 2002 – 2004 |
| 6.  | Янез Янша       | 2004 – 2008 |
| 7.  | Борут Пахор     | 2008 – 2012 |
| 8.  | Янез Янша       | 2012 – 2013 |
| 9.  | Аленка Братушек | 2013 – 2014 |
| 10. | Мирослав Церар  | 2014 – 2018 |
| 11. | Марян Шарец     | 2018 – 2020 |
| 12. | Янез Янша       | 2020 – 2022 |
| 13. | Роберт Голоб    | 2022 –      |